# مارك روش
مارك روش (بالإنجليزية: Marc Roche)‏ هو صحفي بلجيكي، ولد في 5 أبريل 1951 في بروكسل في بلجيكا.